# Don't Be Aggressive
Don't Be Aggressive è un brano musicale pop della cantante tedesca Sandra, scritto da Michael Cretu e Klaus Hirschburger.
Fu pubblicato nel gennaio 1992 come singolo dal suo quinto album Close to Seven.
La canzone del lato B, Seal It Forever, appare anche nel quinto singolo di Sandra.
Il singolo entrò nella European Top 20, diventando una hit mondiale.

## Formati e lista tracce
CD maxi
1. "Don't Be Aggressive" — 4:20
2. "Don't Be Aggressive" (the midnight hour mix) — 6:23
3. "Seal It Forever" — 4:51

7" single
1. "Don't Be Aggressive" — 4:20
2. "Seal It Forever" — 4:51

12" single
1. "Don't Be Aggressive" (the midnight hour mix) — 6:23
2. "Seal It Forever" — 4:51
3. "Don't Be Aggressive" — 4:20

## Classifiche
| Chart (1991)                     | Peak position |
| -------------------------------- | ------------- |
| Austrian Singles Chart           | 30            |
| Dutch Mega Top 100               | 51            |
| Classifica dei singoli francesi  | 39            |
| Classifica dei singoli tedeschi  | 17            |
| Israeli Singles Chart            | 11            |
| Classifica dei singoli norvegesi | 7             |
| Classifica dei singoli svedesi   | 27            |
| classifica singoli svizzeri      | 24            |